# Род-Айленд (остров)
Род-Айленд, Акуиднек, Акиднек (англ. Aquidneck Island, Rhode Island) — наибольший по территории и населению остров залива Наррагансетт.
Название «Род» происходит от нидерландского слова «Roode (красный)», дано мореплавателем Адриеном Блоком. «Акуиднек» — алгонкинского происхождения, используется для избежания путаницы со штатом, которому остров дал название.
С материковой частью и островом Конаникут Род-Айленд связан мостами.
Административно относится к округу Ньюпорт штата Род-Айленд. На острове расположен город Ньюпорт, центр округа.

## Галерея

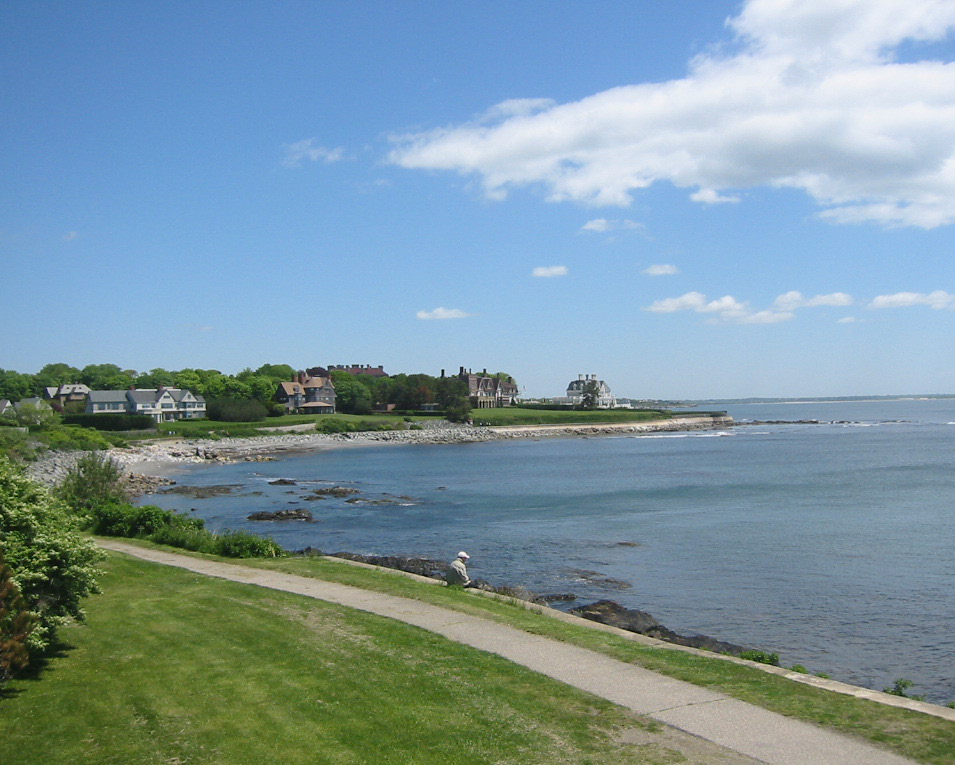
Побережье близ Ньюпорта
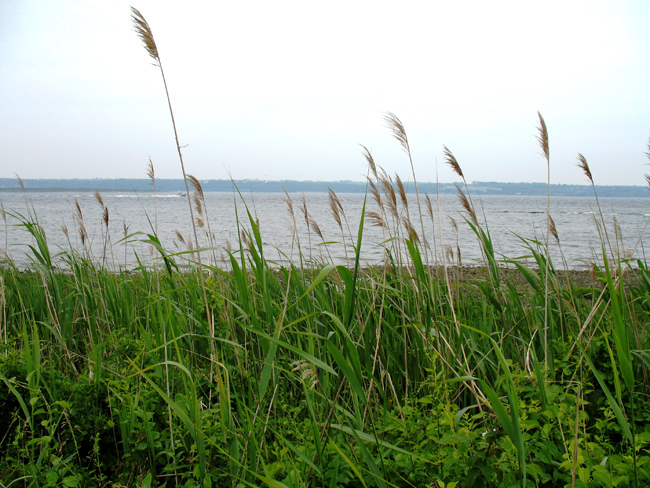
Берег Акуиднека и залив Наррагансетт
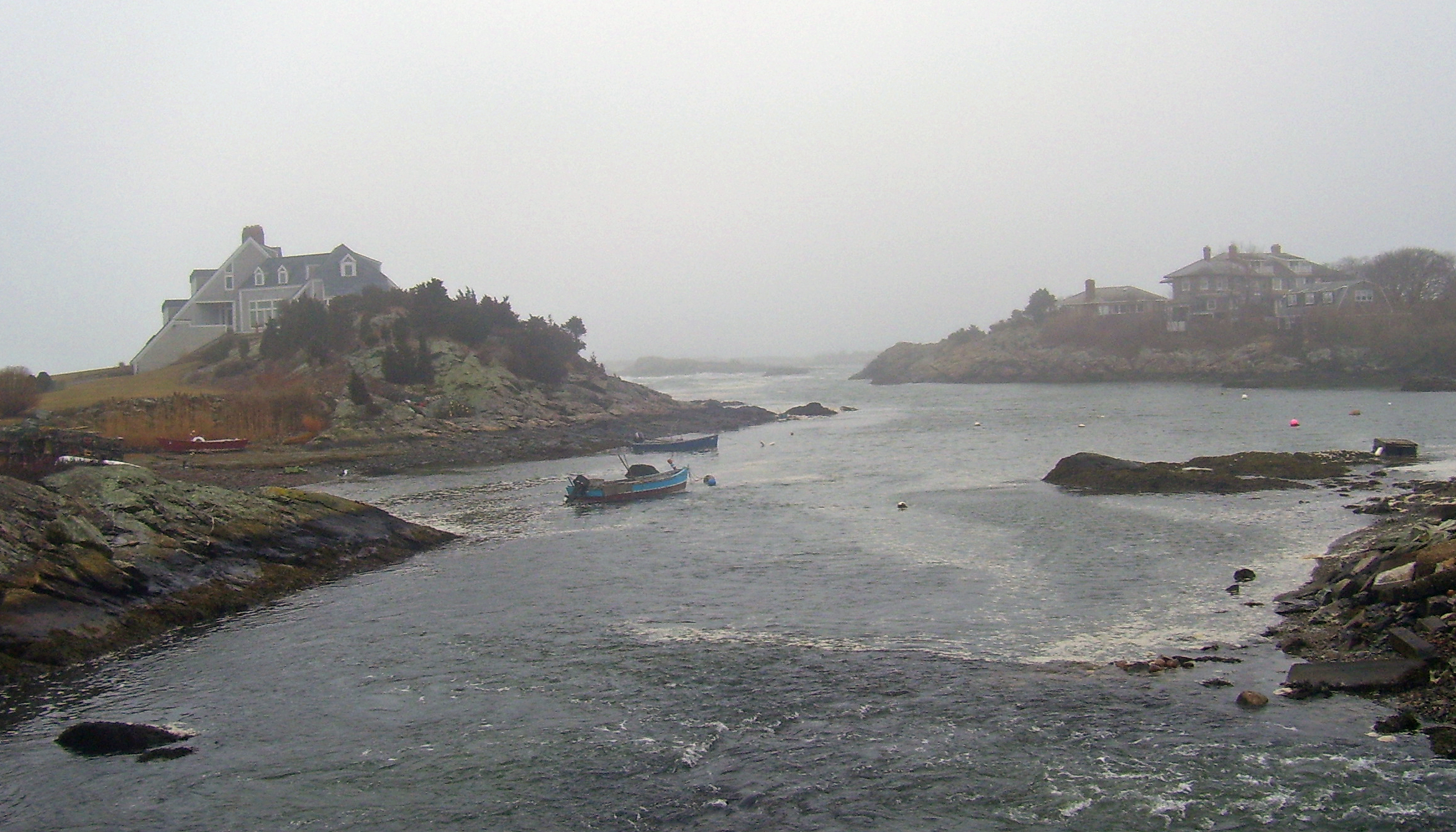
Бухта на острове Род-Айленд зимой